# Lucilia pruinosa
Lucilia pruinosa este o specie de muște din genul Lucilia, familia Calliphoridae. A fost descrisă pentru prima dată de Robineau-desvoidy în anul 1863.
Este endemică în Franța. Conform Catalogue of Life specia Lucilia pruinosa nu are subspecii cunoscute.